# وئیسلا
وئیسلا (به فنلاندی: Vaisala) یک شرکت فنلاندی سازنده و پخش‌کنندهٔ محصولات محیط زیستی و اندازه‌گیری صنعتی است.
مهمترین مشتریان و بازارهای این شرکت عبارتند از نهادهای فعال در زمینهٔ خدمات هواشناسی ملی و هیدرولوژیک، هوانوردی، نیروهای دفاعی، ادارات حمل و نقل زمینی، بخش انرژی هواشناسی، صنایع با دانش و تکنولوژی بالا و ساختمان هوشمند.
وئیسلا دارای تقریباً ۱۴۰۰ کارمند است و فروش خالص آن در سال ۲۰۱۱ به میزان ۲۷۳٫۶ میلیون پوند بوده‌است. وئیسلا در بیشتر از ۱۴۰ کشور مشتری دارد؛ فروش این شرکت بیرون از فنلاند ۹۸٪ فروش خالص در سال ۲۰۱۱ را تشکیل می‌داده‌است.
شرکت مادر وئیسلا اُیج که مرکز آن در وانتای فنلاند است، در فهرست بازار بورس اوراق بهادار هلسینکی قرار دارد. شرکت وئیسلا دارای دفترهایی در فنلاند، ایالات متحده، بریتانیا، کانادا، فرانسه، آلمان، سوئد، برزیل، استرالیا، چین، هند، مالزی، کرهٔ جنوبی، امارات متحدهٔ عربی و ژاپن است.

## تاریخچه
تاریخچهٔ وئیسلا به دههٔ ۱۹۳۰ برمی‌گردد، هنگامی که پروفسور ویلهو وئیسلا (۱۹۶۹–۱۸۸۹)، بعداً بنیانگذار و مدیرعامل شرکت، بعضی از اصول کاریِ رادیوسُندها را اختراع کرد. او اولین رادیوسُند فنلاند را در دسامبر ۱۹۳۱ بالا فرستاد. پس از این که نخستین دستگاه وئیسلا به کار افتاد، او به ساخت و آزمایش ادامه داد تا این که در سال ۱۹۳۶ یک رادیوسُند به خط تولید رفته و تحویل مشتریان گردید. از آغاز فعالیت تجاری وئیسلا این فعالیت بین‌المللی بود و ۹۵٪ تولیدات صادر می‌گردید. رادیوسندهای وئیسلا در سطح جهانی سرشناس شد و تقاضا برای محصولات آن افزایش یافت. در سال ۱۹۴۴ پروفسور وئیسلا شرکت سهامی میتاری را بنیان گذاشت و تأسیسات ساخت سیستم‌های رادیوسند را برپا نمود. نخستین سیستم تولیدشده دارای یک گیرنده رادیوسند نیمه‌خودکار، دستگاه درجه‌بندی و دستگاه بازبینی زمینی بود. در آن زمان شرکت ۱۳ نفر را به استخدام درآورد. بعدها در سال ۱۹۵۵ نام میتار به وئیسلا تغییر کرد.
از همان آغاز، شرکت وئیسلا تبدیل به یک شرکت پیشرو در سطح جهان در زمینهٔ اندازه‌گیری گردید و برپاکنندهٔ یک صنعت قابل توجه صادراتی فنلاندی بود. در پایان ۱۹۵۴ مرکز تولید مدرن آن به وانتا تغییر مکان داده شد.
از آن زمان مراکز این شرکت چندین بار گسترش یافته و نوع محصولات وئیسلا بسیار متنوع‌تر شد. از جمله نخستین مشتریان وئیسلا مؤسسه فناوری ماساچوست بود. در سال ۱۹۳۷ رادیوسند وئیسلا مدال طلای نمایشگاه جهانی پاریس را به دست آورد.
جنگ جهانی دوم، جنگ زمستان و جنگ ۱۹۴۱ تا ۱۹۴۴ شوروی و فنلاند به بهای از دست رفتن جان بسیاری از انسان‌ها تمام شد و فعالیت‌های تجاری و فرستادن محصولات در سطح بین‌المللی مختل گردید. دهه‌های پس از جنگ شاهد کوششی توانفرسا برای بازسازی اقتصاد ملی و بین‌المللی بود. وئیسلا رشد کرد و در سال ۱۹۵۴ شصت نفر را به استخدام خود درآورد. نخستین شمارهٔ مجلهٔ خبری وئیسلا در سال ۱۹۵۹ منتشر شد. در خلال دههٔ ۱۹۵۰ و ۱۹۶۰ سیستم‌های وئیسلا کاملاً الکترونیکی شدند و نخستین گیرندهٔ رادیوسند خودکار و نخستین رادیوسند کاملاً ترانزیستوری جهان معرفی شد. همچنین نخستین گیرندهٔ عکس هواشناسی ماهواره‌ای تحویل مشتری گردید. پس از مرگ ویلهو وئیسلا در سال ۱۹۶۹، اوریو تویولا مدیر عامل شرکت شد.
دهه‌های ۱۹۷۰ و ۱۹۸۰ دهه‌های پرمشغله‌ای برای وئیسلا بود. تکنولوژی فیلم نازک برای نخستین بار برای حسگرهای رطوبت نسبی هیومیکپ وئیسلا ساخته شد. سیستم خودکار کورای وئیسلا همراه با ایستگاه‌های هواشناسی خودکار، ایستگاه‌های هواشناسی حمل و نقل زمینی و سیستم‌های هواشناسی هوانوردی معرفی شد. در سال ۱۹۷۵ وئیسلا بیش از ۲۰۰ نفر را در استخدام خود داشت. در خلال دههٔ ۱۹۸۰ تعداد بسیاری دفتر جدید برای خدمات‌رسانی به مشتریان در سرتاسر جهان از جمله بریتانیا، ژاپن، ایالات متحده، آلمان و استرالیا برپا شد. یک شرکت هواشناسی حمل و نقل در بریتانیا زیر مالکیت این شرکت درآمد. اولین اتاق تمیز وئیسلا برای ساختن و طراحی نیم‌رساناها ساخته شد. نخستین حسگر فشار جو بارومتریک وئیسلا به همراه یک نوع جدیدی از رادیوسند به نام وئیسلا آراس۸۰ معرفی شد. در دههٔ ۱۹۸۰ جایزهٔ ویلهو وئیسلا با همکاری سازمان هواشناسی جهانی بنیان نهاده شد تا برای پژوهش‌های هواشناختی در زمین روش و ابزارهای مشاهداتی هواشناسی ایجاد انگیزه نماید.
در سال ۱۹۲۲ پکا کتونن به عنوان مدیر عامل اجرایی شرکت کار گمارده شد. این موضوع آغاز دوران جدیدی در وئیسلا بود. این شرکت در سال ۱۹۹۴ در فهرست بورس اوراق بهادار هلسینکی قرار گرفت. در این زمان این شرکت ۶۰۰ نفر را در استخدام داشت. از جمله محصولات بعدی این شرکت معرفی تکنولوژی جی پی اس برای اندازه‌گیری باد در لایه‌های بالاترِ جو، حسگر دی‌اکسیدکربن کربوکاپ وئیسلا و تکنولوژی حسگر درایکپ وئیسلا برای اندازه‌گیری نقطهٔ شبنم هستند. دفترهای دیگری در این زمان در فرانسه و چین برپا شد و تسلط بر هواشناسی هوانوردی و هواشناسی سطح حضور وئیسلا را در ایالات متحده افزایش داد.
هزارهٔ جدید با پیشرفت در ابزارهای سنجش باد، آذرخش‌یاب و هواشناسی هوانوردی همراه بود. عملیات ساخت در آمریکا در بولدر کلرادو متمرکز بود. محصول جدید شامل خانوادهٔ جدیدی از رادیوسند به نام رادیوسند وئیسلا آراس۹۲ و همچنین فرستندهٔ وئیسلا بود و شش پارامتر بنیادین در هواشناسی در یک دستگاه فشرده اندازه گرفته می‌شود. یک اتاق تمیز بهسازی‌شدهٔ دیگر در هزارهٔ جدید ساخته شد.
کتونن در تاریخ یکم اکتبر ۲۰۰۶ بازنشسته شد. هیئت رئیسهٔ وئیسلا کیل فرسن را به عنوان مدیرعامل اجرایی جدید برگزید. فرسن پیش از این که در ۱۸ سپتامبر ۲۰۰۶ به وئیسلا بپیوندد رئیس اریکسون فنلاند بود.